# Mario Martinoni
Mario (Antonio) Martinoni (Minusio, 26 novembre 1896 – Lugano, 8 febbraio 1981) è stato un militare svizzero, colonnello, comandante del Reggimento 32 dal 1944 al 1945.

## Biografia
Era figlio di Albino e di Maria Assuelli, secondogenito di dodici figli. Emigrò diciottenne a Parigi dove conobbe la futura moglie Rose (Augustine Louise) Auzoux. Rientrò in Svizzera in occasione della chiamata di leva, dove cercò, senza riuscirci, di farsi scartare. Ciononostante si impegnò nello svolgimento dei suoi compiti e nel 1922 venne promosso a tenente. Essendo in ristrettezze economiche e pensando che potesse essere una buona occasione per aiutare la famiglia nel mantenimento dei suoi numerosi fratelli, Martinoni proseguì nella carriera militare e divenne ufficiale istruttore. Nel 1926 divenne primo tenente, nel 1930 capitano e nel 1937 maggiore.
Allo scoppio della seconda guerra mondiale il suo battaglione venne inviato in Valle Morobbia. Nel 1940 divenne maggiore istruttore presso la scuola reclute di Bellinzona. Nel 1941 venne promosso tenente colonnello mentre nel 1944 diviene colonnello e gli viene assegnato il comando del reggimento Ticino Sud, di quasi 3.000 uomini, con lo scopo di difendere il Ticino dalle truppe nazional-socialiste tedesche in ritirata dall'Italia.

### I fatti di Chiasso
All'inizio del 1945 ricevette un ordine segreto da parte del Consiglio Federale Svizzero. Il 28 aprile di quell'anno si recò a Como per trattare col maggiore Joseph McDivitt dell'esercito americano la resa di 450 militari tedeschi, appartenenti sia alla Wehrmacht che alla Kriegsmarine. Grazie alla sua mediazione vennero garantite sia l'inviolabilità del territorio elvetico che l'incolumità della popolazione di Chiasso. Essendo però la missione segreta e pressoché sconosciuta ai suoi immediati superiori, su proposta del colonnello Herbert Constam, Martinoni venne rimosso dal comando per aver abbandonato il posto di comando. Questo fatto segnò la fine della sua carriera militare.

## Memoria
La memoria di Martinoni fu riabilitata solo a partire dagli anni Dieci di questo secolo. Ciò è avvenuto in seguito a indagini giornalistiche, in particolare grazie a un documentario andato in onda sulla televisione della Svizzera italiana) e all'accoglimento di una mozione del Consiglio federale datata 28 agosto 2010.
L'istituzione ha così reso onore al colonnello Mario Martinoni, accogliendo la mozione del Consigliere agli Stati Filippo Lombardi (PPD/TI), riconoscendo i meriti dell'ufficiale ticinese durante la Seconda guerra mondiale, ossia il fatto che effettivamente il 28 aprile 1945 si fosse recato a Como per parlamentare con gli statunitensi, ottenendo una rapida cessazione delle operazioni belliche nella zona di confine che coinvolgevano forze statunitensi e germaniche. A Chiasso in suo ricordo è stato eretto un monumento.
È pertanto appurato che Martinoni abbia facilitato la resa delle forze tedesche ammassate al confine, riducendo nel suo settore la pressione di queste ultime per un internamento in Svizzera che, secondo gli ordini, non poteva accettare. Tenendo conto della fine prevedibile e imminente della guerra in Europa, le considerazioni umanitarie dovevano prevalere sulle preoccupazioni di politica di neutralità. Si trattava di preservare vite umane e impedire distruzioni.
A causa di modifiche dei dispositivi militari concomitanti con i problemi di salute di Martinoni si è generata l’impressione che il colonnello non avesse agito secondo scienza e coscienza. Il Consiglio federale è pertanto grato alla popolazione di Chiasso per le commemorazioni in occasione del 65º anniversario degli eventi e per il monumento a ricordo di Mario Martinoni. Il Consiglio federale nella sua risposta alla mozione Lombardi concorda con il Cantone Ticino e con il Comune di Chiasso nell’esprimere gratitudine nei confronti di un uomo che ha servito fedelmente la Svizzera come cittadino e come soldato.

## Film riguardanti Mario Martinoni
- Il colonnello Martinoni
- Titolo originale: Il caso Martinoni
- Rubrica: Falò
- Argomento: inchieste
- Data trasmissione: 28 aprile 2005
- Data per timeline: 28 aprile 2005

### Archivio
- Archivio cantonale, Truppe ticinesi  fondo Martinoni: documenti vari, Bellinzona.